# Баклов, Олег Юрьевич
Олег Юрьевич Ба́клов (род. 20 октября 1994 года, Табошар, Ленинабадская область, Таджикистан) — российский и таджикский футболист, вратарь сборной Таджикистана.

## Биография
Воспитанник сызранского футбола. С сезона 2011/12 — в составе клуба первенства ПФЛ «Сызрань-2003». Первую половину 2013 года провёл в аренде в клубе РФПЛ «Крылья Советов» Самара, за молодёжную команду провёл пять матчей, пропустил 14 мячей — трижды пропускал по три мяча, один раз — четыре (два с пенальти). На профессиональном уровне дебютировал 18 июля 2014 года в домашнем матче против «Рубина-2» Казань (5:0), выйдя на замену на 84 минуте. Всего в сезонах 2014/15 — 2017/18 провёл в первенстве 63 игры, пропустил 58 мячей.
Летом 2017 был на просмотре в «Ростове», в ноябре перешёл в «Урал», за который провёл два матча на Кубке ФНЛ 2018. В официальных матчах дебютировал 25 сентября 2018 года в гостевом матче 1/16 Кубка России против «Нефтехимика» (3:2). Также выступал за «Урал-2» в ПФЛ. В чемпионате России дебютировал 14 сентября 2019 в гостевом матче против «Спартака» (2:1).
В июле 2020 года на тренировке получил серьёзную травму коленного сустава и перенёс операцию; срок восстановления оценивался в шесть месяцев.
8 сентября 2024 года дебютировал за сборную Таджикистана в товарищеском матче против Филиппин (0:0, пен. 4:3).

## Достижения
Первенство ПФЛ
- Бронзовый призёр: 2014/15 («Урал-Поволжье»), 2017/18 («Урал-Приволжье»)

Кубок России
- Финалист: 2018/19
- Полуфиналист: 2019/20

## Семья
Жена — Баклова Татьяна Александровна.